# Bolstan-Vads naturreservat
Bolstan-Vads naturreservat är ett naturreservat i Tierps kommun i Uppsala län.
Området är naturskyddat sedan 2013 och är 89 hektar stort. Reservatet består av barrskog med inslag av lövträd samt sumpskog.